# Fort Myers
Fort Myers és una població dels Estats Units, seu del comtat de Lee, a l'estat de Florida. Segons el cens del 2008 tenia 65.394 habitants.

## Demografia
Segons el cens del 2000, Fort Myers tenia 48.208 habitants, 19.107 habitatges, i 10.738 famílies. La densitat de població era de 584,8 habitants/km².
Dels 19.107 habitatges en un 28,9% hi vivien nens de menys de 18 anys, en un 32,3% hi vivien parelles casades, en un 18,4% dones solteres, i en un 43,8% no eren unitats familiars. En el 33,8% dels habitatges hi vivien persones soles el 12,5% de les quals corresponia a persones de 65 anys o més que vivien soles. El nombre mitjà de persones vivint en cada habitatge era de 2,4 i el nombre mitjà de persones que vivien en cada família era de 3,1.
Per edats la població es repartia de la següent manera: un 26,3% tenia menys de 18 anys, un 11,4% entre 18 i 24, un 30,4% entre 25 i 44, un 17,6% de 45 a 60 i un 14,3% 65 anys o més.
L'edat mediana era de 32 anys. Per cada 100 dones de 18 o més anys hi havia 95,3 homes.
La renda mediana per habitatge era de 28.514 $ i la renda mediana per família de 32.477 $. Els homes tenien una renda mediana de 26.292 $ mentre que les dones 20.529 $. La renda per capita de la població era de 17.312 $. Entorn del 18,1% de les famílies i el 21,8% de la població estaven per davall del llindar de pobresa.